# Moomina Haleem

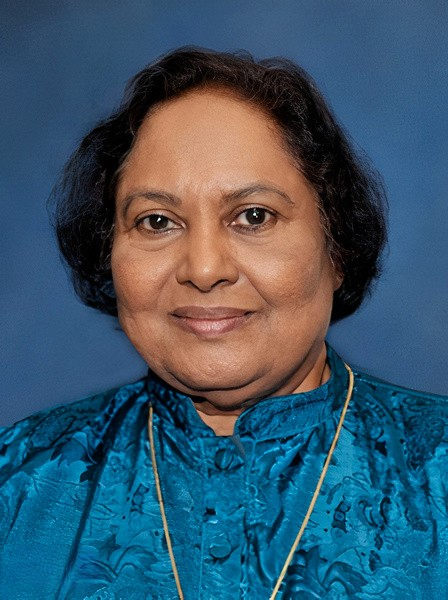
Moomina Haleem (2013)

Moomina Haleem Ahmed Ismail (Dhivehi މޫމިނާ ހަލީމް އަހުމަދު އިސްމާއިލް; geb. 1938 oder 1939) ist eine ehemalige maledivische Politikerin. 1974 wurde sie in das nationale Parlament, den Madschlis, gewählt. Drei Jahre später wurde sie die erste Ministerin des Landes mit Zuständigkeit für das Gesundheitswesen.

## Biographie
Moomina Haleem machte eine Ausbildung als Krankenschwester. Durch ein einjähriges Stipendium für das Australian College of Nursing in Melbourne war sie die erste Malediverin, die eine akademische Ausbildung in Krankenpflege erwarb. Sie wurde 1963 leitende Pflegekraft im staatlichen Krankenhaus in Malé und Mitglied des Royal College of Nursing. 1970 heiratete sie Kandi Ahmed Ismail Maniku, einen Geschäftsmann aus der Tourismusbranche.
Bei den Parlamentswahlen 1974 auf den Malediven kandidierte Haleem in Malé und wurde als erste Frau in den Madschlis gewählt. Im Januar 1977 wurde sie von Präsident Ibrahim Nasir zur Gesundheitsministerin ernannt und war damit die erste Ministerin des Landes. Sie wurde mit der National Exemplary Service Medal ausgezeichnet. Bei der Präsidentenwahl 1978 wären Haleem sehr gute Chancen eingeräumt worden, wenn die Verfassung Frauen in diesem Amt zugelassen hätte. 1979 wurde sie für eine zweite Amtszeit ins Parlament gewählt, sie lehnte aber den Posten des Direktors für soziale Angelegenheiten unter dem neuen Präsidenten Maumoon Abdul Gayoom ab.
Nach der Wahl Gayooms wurde Haleem mehrfach von der Polizei in Haft genommen. Schließlich ging sie 1980 ins Exil. Nach einem Besuch in Sri Lanka, wo ihre jüngere Schwester medizinisch behandelt wurde, wurde ihr geraten, nicht zurückzukehren, da die Regierung begonnen hatte, Mitglieder ihrer Familie zu verhaften. Am 1. April wurde sie wegen „Aufwiegelung“ formell für vier Jahre verbannt. Ihr Mann und ihre Kinder blieben auf den Malediven und wurden auf eine abgelegene Insel verbannt. Nachdem die maledivische Regierung Sri Lanka aufgefordert hatte, Haleem unter Beobachtung zu stellen, wurde sie zum Verlassen des Landes aufgefordert. Sie zog nach London, wo sie bei einem Freund ihrer Schwester wohnte.
Haleem konnte im Vereinigten Königreich nicht arbeiten, da hierfür die Anerkennung als politische Asylantin erforderlich gewesen wäre. Diese wollte sie jedoch aus Sorge um ihre Familie auf den Malediven nicht beantragen. Stattdessen arbeitete sie mit einer Unterbrechung wegen des Iran-Irak-Kriegs in Kuwait in einem Krankenhaus. Nachdem sich herausstellte, dass die maledivische Regierung nur ihre Rückkehr in ihre Heimat, nicht aber ihren Aufenthalt in Sri Lanka verhindern wollte, konnte sie nach Colombo ziehen, wo sie mit ihren Kindern und ihrer Mutter zusammenkam.
Sie kehrte schließlich 2008 auf die Malediven zurück, nachdem der Nachfolger Gayooms, der neu gewählte Präsident Mohamed Nasheed, sie dazu aufgefordert hatte.